# Amor latino
Amor latino – argentyńska telenowela wyemitowana w 2000 roku. W rolach głównych wystąpili Coraima Torres i Diego Ramos.

## Wersja polska
W Polsce telenowela była emitowana w telewizji Polsat w 2002 roku. Opracowaniem wersji polskiej zajęła się Jolanta Karczewska. Lektorem serialu był Radosław Popłonikowski.

## Obsada
- Coraima Torres jako Rosita Reyes
- Diego Ramos jako Fernando Domeq
- Ana Claudia Talancón jako Marina Villegas
- Mario Cimarro jako Ignacio "Nacho" Domeq
- Arturo Maly jako Leandro Villegas
- Dora Baret jako Paloma Domeq